# I liga polska w hokeju na lodzie (1971/1972)
17. sezon I ligi polskiej w hokeju na lodzie rozegrany został na przełomie 1971 i 1972 roku. Był to 36 sezon rozgrywek o Mistrzostwo Polski w hokeju na lodzie. 
Mistrzem Polski został zespół Podhala Nowy Targ (był to 4 tytuł mistrzowski w historii klubu), wicemistrzem Baildon Katowice, trzecie miejsce zajął Naprzód Janów, a do II ligi zostały zdegradowane Unia Oświęcim i Zagłębie Sosnowiec.
Nagrodę „Złoty Kija” za sezon otrzymał Walenty Ziętara (Podhale Nowy Targ).

## Tabela
| Lp. | Zespół             | M  | Pkt | W | R | P | G+  | G−  | +/−  |
| --- | ------------------ | -- | --- | - | - | - | --- | --- | ---- |
| 1   | Podhale Nowy Targ  | 40 | 68  |   |   |   | 241 | 109 | +132 |
| 2   | Baildon Katowice   | 40 | 63  |   |   |   | 216 | 123 | +92  |
| 3   | Naprzód Janów      | 40 | 52  |   |   |   | 180 | 134 | +46  |
| 4   | GKS Katowice       | 40 | 44  |   |   |   | 145 | 139 | +6   |
| 5   | ŁKS Łódź           | 40 | 42  |   |   |   | 133 | 118 | +15  |
| 6   | Legia Warszawa     | 40 | 41  |   |   |   | 175 | 182 | -7   |
| 7   | Polonia Bydgoszcz  | 40 | 39  |   |   |   | 175 | 167 | +8   |
| 8   | Pomorzanin Toruń   | 40 | 30  |   |   |   | 148 | 187 | -39  |
| 9   | GKS Tychy          | 40 | 26  |   |   |   | 125 | 180 | -55  |
| 10  | Zagłębie Sosnowiec | 40 | 22  |   |   |   | 108 | 193 | -85  |
| 11  | Unia Oświęcim      | 40 | 11  |   |   |   | 99  | 220 | -121 |

W tabeli uwzględniono obustronny walkower (0-5) w meczu Legia - Zagłębie

## Skład Mistrza Polski
Podhale Nowy Targ: Stanisław Bizub, Eugeniusz Polakiewicz, Stanisław Fryźlewicz, Franciszek Klocek, Kudasik, Łukasz Rusinowicz, Kazimierz Zgierski, Leszek Tokarz, Leszek Kokoszka, Józef Słowakiewicz, Walenty Ziętara, Stefan Chowaniec, Tadeusz Kacik, Jan Bizub, Wiesław Tokarz, Józef Batkiewicz, Jan Mrugała, Kazimierz Iskrzycki